# Smalschip
Een smalschip is een type oude Nederlandse koopvaardij- en binnenvaartzeilschepen die smaller waren dan 16 voet 16 duim, oftewel 4,68 meter, waardoor ze door de Donkere Sluis in Gouda konden varen. Schepen die dat niet konden waren de wijdschepen.

## Doel
Smalschepen waren binnenvaartschepen die werden gebruikt om goederen binnen een stad te brengen. Ze voeren meestal alleen over de rivieren, terwijl wijdschepen ook over de grotere binnenwateren voeren.

## Afmetingen
Wijd- en smalschepen waren volgens een vergelijkbare schaal gebouwd. Waar een wijdschip bij een lengte van 70 voet circa 20 voet breed was, was een smalschip circa 16 voet breed bij een lengte van 60 voet. Smalschepen waren niet langer dan 18,4 m.